# Liolaemus silvanae
Espèce
Synonymes
- Vilcunia silvanae Donoso-Barros & Cei, 1971

Statut de conservation UICN

 LC  : Préoccupation mineure
Liolaemus silvanae est une espèce de sauriens de la famille des Liolaemidae.

## Répartition
Cette espèce est endémique du sud de l'Argentine.

## Description
C'est un saurien vivipare.

## Étymologie
Cette espèce est nommée en l'honneur de Silvana Cei, l'épouse de José Miguel Alfredo María Cei.

## Publication originale
- Donoso-Barros & Cei, 1971 : New lizards from the volcanic Patagonian plateau of Argentina. Journal of Herpetology, vol. 5, no 3/4, p. 89-95.